# Sodipodi
Sodipodi es un editor de gráficos vectoriales libre distribuido bajo la licencia GNU General Public License. Está disponible para GNU/Linux y Microsoft Windows y actualmente su desarrollo se encuentra discontinuado, siendo la última versión la 0.34, publicada en febrero de 2004.
Sodipodi emplea el estándar SVG como formato nativo de almacenamiento, añadiendo ciertas extensiones para metadatos propietarios. Es capaz de importar y exportar archivos SVG estándar, así como gráficos de mapa de bits en formato PNG. La interfaz de usuario es del tipo Controlled Single Document Interface (CSDI) (Interface de Documento Individual Controlado), similar a la usada en GIMP. El principal colaborador del proyecto es Lauris Kaplinski.
Sodipodi está pensado para proveer un editor útil para gráficos vectoriales y una herramienta de dibujo para artistas, si bien no pretende ser una implementación completa del estándar SVG.
En 2003 algunos desarrolladores de Sodipodi con diferentes objetivos produjeron Inkscape, un fork cuyos objetivos incluyen el rediseño de la interfaz y mayor conformidad con el estándar SVG.
Sodipodi inició una colección de clip art en formato SVG conteniendo símbolos y banderas del mundo. Este trabajo voluntario inspiró la Open Clip Art Library (Biblioteca Abierta de Clip Art).